# Asphyx (album)
Az Asphyx az Asphyx zenekar 1994-ben kiadott albuma.

## Az albumot a következő felállás rögzítette
- Sander Van Hoof - dob
- Eric Daniels - gitár
- Ron Val Pol - basszusgitár/ének
- Heiko Hanke - billentyűs hangszerek
- Tonny Brookhuis (extag)

## Dalok
1. Prelude Of The Unhonoured Funeral
2. Depths Of Eternity
3. Emperors Of Salvation
4. 'Til Death Do Us Apart
5. Initiation Into The Ossuary
6. Incarcerated Chimaeras
7. Abomination Echoes
8. Back Into Eternity
9. Valleys In Oblivion
10. Thoughts Of An Atheist

## További tudnivalók
A felvételek a Bühne-i (Németország) Stage One Studio-ban készültek 1994 január-februárban. A producer R.Kampf volt, az albumborítót pedig Axel Hermann készítette.